# Казанци (Гацко)
Казанци (серб. Казанци / Kazanci) — село в общине Гацко Республики Сербской Боснии и Герцеговины. Население составляет 131 человек по переписи 2013 года.

## География
Находится на самой границе с Черногорией, в 20 км к юго-востоку от центра общины — Гацко. Вместе с селом Горни-Казанци (Черногория) занимают большую часть Казанецкой долины на самом юго-востоке Гатацкого поля, которое выступает в сторону карстовой Голии. Долина в форме эллипса ограничена с востока холмами Орлина и Крстац, с юга — горами Сомина (1568 м) и Триглсав (1415 м), с запада — холмами Гат и Добрельска-Лють, с севера — горами Еловац и Добрелица (1892 м) из массива Голия.
Территория села включает большую часть карстовой местности Равни, являющеся ныне пастбищем; большую часть полей, аллювиальных равнин в направлении с северо-запада на юго-восток. Поле разделено вдоль осадочным хребтом, через который проходит региональная заасфальтированная дорога Гацко — Никшич. Состав почвы — аллювиальный чернозём с примесью флиша. Во многочисленных долина произрастает бухара (пыльная ежевика). Склон к полю, где находятся Казанци, состоит из мергеля и доломита. Обрабатываются только края и отдельные долины, поле используется для сенокоса.
Деревня разделённого типа из нескольких поселений, некогда бывших единым населённым пунктом. Большинство жителей ездят в Гацко на заработки, в самой деревне занимаются в основном разведением животных для продажи на рынке, земледелием для собственных нужд, пчеловодством и садоводством в качестве увлечения. В селе есть два магазина и четырёхклассная школа, основанная в 1909 году. Шесть постоянных источников воды, несколько пересыхающих, отдельныне «пиштеты» (котлы), в которых собирается вода для бытовых нужд. Вдоль поля протекает ручей, известный также как река Лужарица (раньше на нём стояли мельницы, летом он пересыхает). Впадает в конце долины в Мрав, появляется через 34 дня у истока Пивы.
Лесов в деревне мало, так как более высокие и лесистые части гор относятся к Чреногории. На поверхности несколько пещер, оврагов и снежных ям (для уплотнения снега как источника воды). Климат континентальный, большинство осадков выпадают зимой и весной. Осадки приносят южные и юго-восточные (так называемые «никшичи») ветра. С севера приходит холодная погода, с запада — тепло и отсутствие осадков. Высота над уровнем моря — от 920 до 980 м.

## История
С развитием села Казанци связан местный уроженец и визирь Осман-паша Казанац (1620—1685). В 1675 году он возвёл в своём родном селе мечеть, мектебе (школу), медресе и шадрван. Мечеть стояла недалеко от источников питьевой воды Око и Стубань, в плодородной части села. Воду в фонтан перед мечетью подавали из Стубани (она же известна как родник Паши́). По состоянию на 2005 год сохранился только минарет, поскольку каждый камень был соединён с помощью металлических частей и свинца. Недалеко от мечети стоит церковь Святого Архангела Михаила, также построенная Осман-пашой.

## Достопримечательности
В селе есть Церковь Святого Архангела Михаила и мечеть Осман-паши Казанца. Также в селе есть построенные Осман-пашой задужбины, имеющие статус национального памятника Боснии и Герцеговины.